# Sächsische V
Als Sächsische Gattung V wurden dreifach gekuppelte Güterzug-Schlepptenderlokomotiven der Königlich Sächsischen Staatseisenbahnen bezeichnet.
Sie waren Vorläufer der Gattung V V der Königlich Sächsischen Staatseisenbahnen. Zwischen 1859 und 1887 wurden drei Serien mit je 24, 31 und 118 Exemplare geliefert. Sie hatten einen überhängenden Stehkessel mit Dampfdom. Sie unterschieden sich durch verschiedene Steuerungen. Es wurden die Bauarten Allan, Gooch und Stephenson verwendet. Die erste Serie hatte Dampfschlittenbremsen, die zweite Dampfklotzbremsen und die dritte Westinghouseluftdruckbremsen.
Die Deutsche Reichsbahn übernahm noch 11 Maschinen, welche die Nummern 53 8201 – 53 8211 erhielten und alle Ende der 1920er aus dem Dienst genommen wurden.
Von 1885 bis 1889 erhielt die Serbische Staatsbahn von Hartmann und der Lokomotivfabrik der StEG neun Nachbauten der Sächsischen V und reihte sie unter den Nummern 81 bis 89 in ihren Bestand ein. Sie wurden kurz nach Ende des Ersten Weltkriegs ausgemustert.